# Skeleton-Weltcup 2007/08
Der Skeleton-Weltcup 2007/08 war eine zwischen dem 29. November 2007 und dem 24. Februar 2008 von der FIBT veranstaltete Wettkampfserie im Skeleton. Den Unterbau bildeten der Intercontinentalcup, der Europacup sowie der America’s Cup. Auf Grundlage aller Ergebnisse wurde erstmals das FIBT-Skeleton-Ranking 2007/08 erstellt.

## Startplätze
Sowohl bei den Herren als auch bei den Damen durften die USA, Kanada, Deutschland und Großbritannien jeweils drei Starter für Weltcuprennen nominieren. Zwei Plätze wurden bei den Herren an Lettland, Russland, Japan, die Schweiz, Österreich und die Niederlande vergeben, bei den Damen an Großbritannien, die Schweiz, Japan und Russland. Nur einen Platz bekamen Frankreich, Neuseeland, Bermuda, Italien, Kroatien und Irland bei den Herren, Norwegen, Italien, Neuseeland, Lettland und die Amerikanischen Jungferninseln bei den Damen. Sportler anderer Nationen mussten Startberechtigungen erst über unterklassige Wettbewerbe wie den Skeleton-Intercontinentalcup, den Skeleton-Europacup und den America’s Cup erlangen.

## Weltcup-Übersicht
| Weltcup in Calgary, 29. November 2007 | Weltcup in Calgary, 29. November 2007 | Weltcup in Calgary, 29. November 2007 | Weltcup in Calgary, 29. November 2007 | Weltcup in Calgary, 29. November 2007 |
| ------------------------------------- | ------------------------------------- | ------------------------------------- | ------------------------------------- | ------------------------------------- |
| Disziplin                             | Erster Platz                          | Zweiter Platz                         | Dritter Platz                         |                                       |
| Skeleton Damen                        | Michelle Kelly                        | Mellisa Hollingsworth-Richards        | Amy Williams                          |                                       |
| Skeleton Herren                       | Paul Boehm                            | Kristan Bromley                       | Jon Montgomery                        |                                       |

| Weltcup in Park City, 6. Dezember 2007 | Weltcup in Park City, 6. Dezember 2007 | Weltcup in Park City, 6. Dezember 2007 | Weltcup in Park City, 6. Dezember 2007 | Weltcup in Park City, 6. Dezember 2007 |
| -------------------------------------- | -------------------------------------- | -------------------------------------- | -------------------------------------- | -------------------------------------- |
| Disziplin                              | Erster Platz                           | Zweiter Platz                          | Dritter Platz                          |                                        |
| Skeleton Damen                         | Michelle Kelly                         | Katie Uhlaender                        | Amy Williams                           |                                        |
| Skeleton Herren                        | Zach Lund                              | Eric Bernotas                          | Anthony Sawyer                         |                                        |

| Weltcup in Lake Placid, 14. Dezember 2007 | Weltcup in Lake Placid, 14. Dezember 2007 | Weltcup in Lake Placid, 14. Dezember 2007 | Weltcup in Lake Placid, 14. Dezember 2007 | Weltcup in Lake Placid, 14. Dezember 2007 |
| ----------------------------------------- | ----------------------------------------- | ----------------------------------------- | ----------------------------------------- | ----------------------------------------- |
| Disziplin                                 | Erster Platz                              | Zweiter Platz                             | Dritter Platz                             |                                           |
| Skeleton Damen                            | Katie Uhlaender                           | Michelle Kelly                            | Carla Pavan                               |                                           |
| Skeleton Herren                           | Eric Bernotas                             | Jon Montgomery                            | Zach Lund                                 |                                           |

| Weltcup in Cesana, 17. Januar 2008 | Weltcup in Cesana, 17. Januar 2008 | Weltcup in Cesana, 17. Januar 2008 | Weltcup in Cesana, 17. Januar 2008 | Weltcup in Cesana, 17. Januar 2008 |
| ---------------------------------- | ---------------------------------- | ---------------------------------- | ---------------------------------- | ---------------------------------- |
| Disziplin                          | Erster Platz                       | Zweiter Platz                      | Dritter Platz                      |                                    |
| Skeleton Damen                     | Kerstin Jürgens                    | Michelle Kelly                     | Anja Huber                         |                                    |
| Skeleton Herren                    | Jon Montgomery                     | Anthony Sawyer                     | Adam Pengilly                      |                                    |

| Weltcup und Europameisterschaft in Cesana, 18. Januar 2008 | Weltcup und Europameisterschaft in Cesana, 18. Januar 2008 | Weltcup und Europameisterschaft in Cesana, 18. Januar 2008 | Weltcup und Europameisterschaft in Cesana, 18. Januar 2008 | Weltcup und Europameisterschaft in Cesana, 18. Januar 2008 |
| ---------------------------------------------------------- | ---------------------------------------------------------- | ---------------------------------------------------------- | ---------------------------------------------------------- | ---------------------------------------------------------- |
| Disziplin                                                  | Erster Platz                                               | Zweiter Platz                                              | Dritter Platz                                              |                                                            |
| Skeleton Damen                                             | Katie Uhlaender                                            | Anja Huber                                                 | Swetlana Trunowa                                           |                                                            |
| Skeleton Herren                                            | Zach Lund                                                  | Kristan Bromley                                            | Eric Bernotas                                              |                                                            |

| Weltcup in St. Moritz, 21. – 27. Januar 2008 | Weltcup in St. Moritz, 21. – 27. Januar 2008 | Weltcup in St. Moritz, 21. – 27. Januar 2008 | Weltcup in St. Moritz, 21. – 27. Januar 2008 | Weltcup in St. Moritz, 21. – 27. Januar 2008 |
| -------------------------------------------- | -------------------------------------------- | -------------------------------------------- | -------------------------------------------- | -------------------------------------------- |
| Disziplin                                    | Erster Platz                                 | Zweiter Platz                                | Dritter Platz                                |                                              |
| Skeleton Damen                               | Katie Uhlaender                              | Carla Pavan                                  | Mellisa Hollingsworth-Richards               |                                              |
| Skeleton Herren                              | Kristan Bromley                              | Zach Lund                                    | Eric Bernotas                                |                                              |

| Weltcup in Königssee, 28. Januar – 2. Februar 2008 | Weltcup in Königssee, 28. Januar – 2. Februar 2008 | Weltcup in Königssee, 28. Januar – 2. Februar 2008 | Weltcup in Königssee, 28. Januar – 2. Februar 2008 | Weltcup in Königssee, 28. Januar – 2. Februar 2008 |
| -------------------------------------------------- | -------------------------------------------------- | -------------------------------------------------- | -------------------------------------------------- | -------------------------------------------------- |
| Disziplin                                          | Erster Platz                                       | Zweiter Platz                                      | Dritter Platz                                      |                                                    |
| Skeleton Damen                                     | Katie Uhlaender                                    | Kerstin Jürgens                                    | Marion Trott                                       |                                                    |
| Skeleton Herren                                    | Florian Grassl                                     | Kristan Bromley                                    | Tomass Dukurs                                      |                                                    |

| Weltcup in Winterberg, 4. – 10. Februar 2008 | Weltcup in Winterberg, 4. – 10. Februar 2008 | Weltcup in Winterberg, 4. – 10. Februar 2008 | Weltcup in Winterberg, 4. – 10. Februar 2008 | Weltcup in Winterberg, 4. – 10. Februar 2008 |
| -------------------------------------------- | -------------------------------------------- | -------------------------------------------- | -------------------------------------------- | -------------------------------------------- |
| Disziplin                                    | Erster Platz                                 | Zweiter Platz                                | Dritter Platz                                |                                              |
| Skeleton Damen                               | Michelle Kelly                               | Anja Huber                                   | Katie Uhlaender                              |                                              |
| Skeleton Herren                              | Martins Dukurs                               | Jon Montgomery                               | Florian Grassl                               |                                              |

| Weltmeisterschaften in Altenberg, 11. – 24. Februar 2008 | Weltmeisterschaften in Altenberg, 11. – 24. Februar 2008 | Weltmeisterschaften in Altenberg, 11. – 24. Februar 2008 | Weltmeisterschaften in Altenberg, 11. – 24. Februar 2008 | Weltmeisterschaften in Altenberg, 11. – 24. Februar 2008 |
| -------------------------------------------------------- | -------------------------------------------------------- | -------------------------------------------------------- | -------------------------------------------------------- | -------------------------------------------------------- |

## Gesamtstand Damen
| Rang | Name                           | Land                         | CAL | PAC | LPL | CES | CES | STM | KÖN | WIN | Punkte |
| ---- | ------------------------------ | ---------------------------- | --- | --- | --- | --- | --- | --- | --- | --- | ------ |
| 1.   | Katie Uhlaender                | Vereinigte Staaten           | 7   | 2   | 1   | 4   | 1   | 1   | 1   | 3   | 1670   |
| 2.   | Michelle Kelly                 | Kanada                       | 1   | 1   | 2   | 2   | 6   | 9   | 6   | 1   | 1599   |
| 3.   | Mellisa Hollingsworth-RIchards | Kanada                       | 2   | 5   | 4   | 8   | 7   | 3   | 9   | 4   | 1458   |
| 4.   | Kerstin Jürgens                | Deutschland                  | 4   | 9   | 10  | 1   | 4   | 10  | 2   | 5   | 1443   |
| 5.   | Anja Huber                     | Deutschland                  | 6   | 6   | 19  | 3   | 2   | 11  | 4   | 2   | 1374   |
| 6.   | Carla Pavan                    | Kanada                       | 8   | 4   | 3   | 15  | 10  | 2   | 8   | 9   | 1322   |
| 7.   | Amy Williams                   | Vereinigtes Königreich       | 3   | 3   | 6   | 5   | 8   | 22  | 5   | 8   | 1320   |
| 8.   | Emma Lincoln-Smith             | Australien                   | 9   | 14  | 7   | 7   | 9   | 8   | 14  | 13  | 1144   |
| 9.   | Marion Trott                   | Deutschland                  | 11  | 15  | 9   | 14  | 16  | 5   | 3   | 10  | 1128   |
| 10.  | Michelle Steele                | Australien                   | 5   | 8   | 16  | 11  | 14  | 6   | 10  | 14  | 1120   |
| 11.  | Swetlana Trunowa               | Russland                     | 13  | 21  | 8   | 12  | 3   | 19  | 7   | 6   | 1088   |
| 12.  | Jessica Kilian                 | Schweiz                      | -   | 11  | 17  | 6   | 5   | 4   | 16  | 15  | 976    |
| 13.  | Courtney Yamada                | Vereinigte Staaten           | 12  | 7   | 12  | 16  | 17  | 13  | 12  | 16  | 952    |
| 14.  | Melissa Hoar                   | Australien                   | 17  | 12  | 13  | 13  | 13  | 12  | 15  | 12  | 936    |
| 15.  | Maggie Davies                  | Vereinigtes Königreich       | 15  | 16  | 14  | 19  | 20  | 16  | 17  | 7   | 806    |
| 16.  | Olga Korobkina                 | Russland                     | 16  | 12  | 15  | 9   | 12  | 23  | 11  | -   | 794    |
| 17.  | Anne O’Shea                    | Vereinigte Staaten           | 10  | 10  | 11  | 17  | 19  | 14  | dnf | -   | 698    |
| 18.  | Tionette Stoddard              | Neuseeland                   | 21  | 23  | 18  | 20  | 15  | 7   | 18  | 18  | 692    |
| 19.  | Eiko Nakayama                  | Japan                        | 18  | 17  | 21  | 18  | 18  | 17  | 13  | 19  | 672    |
| 20.  | Desirée Bjerke                 | Norwegen                     | 14  | 18  | 5   | 10  | 11  | -   | -   | -   | 656    |
| 21.  | Barbara Hosch                  | Schweiz                      | 20  | 20  | -   | 23  | 23  | 15  | 19  | 22  | 470    |
| 22.  | Nozomi Komuro                  | Japan                        | 19  | 19  | 20  | 22  | 22  | 20  | 21  | -   | 458    |
| 23.  | Alexa Putnam                   | Amerikanische Jungferninseln | 22  | 22  | 22  | -   | -   | -   | 20  | 20  | 304    |
| 24.  | Undīne Vītola                  | Lettland                     | -   | -   | -   | 24  | 21  | 18  | 22  | -   | 243    |
| 25.  | Teresita Bramante              | Italien                      | -   | -   | -   | -   | -   | 21  | 23  | 21  | 174    |
| 26.  | Keslie Ann Tomlinson           | Vereinigte Staaten           | -   | -   | -   | -   | -   | -   | -   | 11  | 136    |
| 27.  | Anna Schewzowa                 | Russland                     | -   | -   | -   | -   | -   | -   | -   | 17  | 88     |
| 28.  | Costanza Zanoletti             | Italien                      | -   | -   | -   | 21  | dns | -   | -   | -   | 62     |

## Gesamtstand Herren
| Rang | Name                  | Land                   | CAL | PAC | LPL | CES | CES | STM | KÖN | WIN | Punkte |
| ---- | --------------------- | ---------------------- | --- | --- | --- | --- | --- | --- | --- | --- | ------ |
| 1.   | Kristan Bromley       | Vereinigtes Königreich | 2   | 4   | 5   | 6   | 2   | 1   | 2   | 6   | 1583   |
| 2.   | Jon Montgomery        | Kanada                 | 3   | 5   | 2   | 1   | 9   | 4   | 10  | 2   | 1517   |
| 3.   | Zach Lund             | Vereinigte Staaten     | 11  | 1   | 3   | 5   | 1   | 2   | 5   | 9   | 1516   |
| 4.   | Eric Bernotas         | Vereinigte Staaten     | 5   | 2   | 1   | 8   | 3   | 3   | 18  | 5   | 1443   |
| 5.   | Martins Dukurs        | Lettland               | 7   | 11  | 4   | 7   | 7   | 6   | 11  | 1   | 1369   |
| 6.   | Anthony Sawyer        | Vereinigtes Königreich | 12  | 3   | 8   | 2   | 6   | 9   | 9   | 10  | 1322   |
| 7.   | Markus Penz           | Österreich             | 6   | 6   | 16  | 17  | 18  | 7   | 4   | 7   | 1144   |
| 8.   | Florian Grassl        | Deutschland            | 19  | 23  | 15  | 10  | 8   | 5   | 1   | 3   | 1141   |
| 9.   | Adam Pengilly         | Vereinigtes Königreich | 4   | 11  | 10  | 3   | 5   | 17  | 6   | -   | 1120   |
| 10.  | Ben Sandford          | Australien             | 8   | 10  | 7   | 16  | 9   | 27  | 17  | 4   | 1032   |
| 11.  | Tomass Dukurs         | Lettland               | 18  | 15  | 20  | 12  | 17  | 12  | 3   | 13  | 916    |
| 12.  | Daniel Mächler        | Schweiz                | 15  | 8   | 6   | 24  | 22  | 14  | 14  | 12  | 893    |
| 13.  | Frank Rommel          | Deutschland            | 9   | 25  | 13  | 11  | 14  | 21  | 8   | 18  | 862    |
| 14.  | Sebastian Haupt       | Deutschland            | -   | -   | -   | 4   | 4   | 11  | 7   | 8   | 848    |
| 15.  | Michael Douglas       | Kanada                 | 13  | 19  | 12  | 13  | 16  | 16  | 16  | 15  | 834    |
| 16.  | Alexander Tretjakow   | Russland               | 10  | 7   | 19  | 15  | 12  | 22  | 13  | -   | 794    |
| 17.  | Kazuhiro Koshi        | Japan                  | 23  | 24  | 22  | 9   | 13  | 10  | 15  | 17  | 759    |
| 18.  | Caleb Smith           | Vereinigte Staaten     | 16  | 16  | 9   | 19  | 21  | 8   | 21  | 22  | 758    |
| 19.  | Masaru Inada          | Japan                  | 20  | 13  | 17  | 18  | 15  | 20  | 19  | 16  | 698    |
| 20.  | Matthias Guggenberger | Österreich             | 14  | 18  | 21  | 20  | 23  | 19  | 12  | 21  | 636    |
| 21.  | Peter van Wees        | Niederlande            | 22  | 22  | 14  | 22  | 24  | 15  | 23  | 24  | 524    |
| 22.  | Paul Boehm            | Kanada                 | 1   | 9   | 11  | -   | -   | -   | -   | -   | 513    |
| 23.  | Keith Loach           | Kanada                 | -   | -   | -   | 14  | 11  | 12  | dsq | -   | 376    |
| 24.  | Alexander Mutowin     | Russland               | -   | -   | -   | 21  | 20  | 25  | 20  | 19  | 312    |
| 25.  | Stefan Mörker         | Schweiz                | -   | -   | -   | 24  | 19  | 18  | 22  | 23  | 305    |
| 26.  | Sergei Tschudinow     | Russland               | 25  | 21  | 18  | -   | -   | -   | -   | 20  | 250    |
| 27.  | Pascal Oswald         | Schweiz                | 21  | 14  | 23  | -   | -   | -   | -   | -   | 224    |
| 28.  | Michi Halilovic       | Deutschland            | 17  | 17  | 24  | -   | -   | -   | -   | -   | 221    |
| 29.  | Erik Geerts           | Niederlande            | -   | -   | -   | 26  | 27  | 26  | 26  | 27  | 172    |
| 30.  | Patrick Shannon       | Irland                 | -   | -   | -   | 27  | 26  | -   | 27  | 26  | 136    |
| 31.  | Jeff Pain             | Kanada                 | -   | -   | -   | -   | -   | -   | -   | 11  | 136    |
| 32.  | Andy Wood             | Vereinigtes Königreich | -   | -   | -   | -   | -   | -   | -   | 13  | 120    |
| 33.  | Grégory Saint-Géniès  | Frankreich             | 24  | 20  | -   | -   | -   | -   | -   | -   | 113    |
| 34.  | Ivan Pokos            | Kroatien               | -   | -   | -   | -   | -   | 24  | 24  | -   | 90     |
| 35.  | Nicola Drocco         | Italien                | -   | -   | -   | 23  | -   | -   | -   | 25  | 90     |
| 36.  | Maurizio Oioli        | Italien                | -   | -   | -   | -   | 25  | -   | 25  | -   | 80     |
| 37.  | Alberto Polacchi      | Italien                | -   | -   | -   | -   | -   | 23  | -   | -   | 50     |